# Musée des émaux de Longwy
Le musée des Émaux et Faïences est situé à Longwy, en Meurthe-et-Moselle (France), depuis 1975.
Il retrace plus de 200 ans d'histoire, et présente des pièces datées de 1804 à nos jours, créées d'après divers courants artistiques. Il organise deux à trois expositions temporaires par an, ainsi que de nombreuses animations tout au long de l'année.

## Lieu

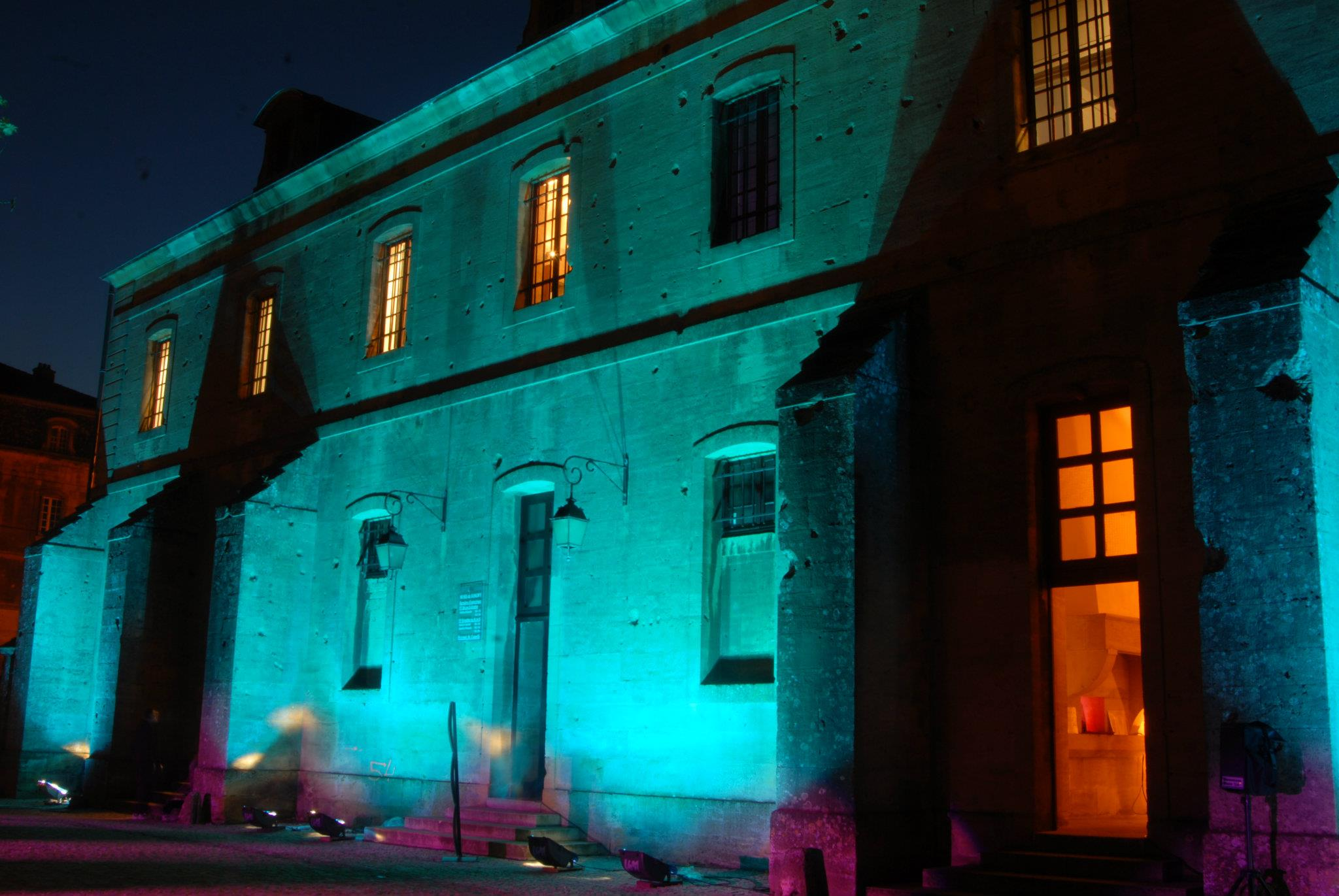
Illumination du bâtiment à l'occasion de la Nuit européenne des musées en 2012.

### Emplacement actuel
Le musée est actuellement situé à Longwy-Haut, dans l'ancienne boulangerie militaire de la citadelle, à proximité de la Porte de France.
Le bâtiment compte des éléments liés à sa fonction originelle, à savoir les bassins dont l'eau servait à fabriquer le pain pour les 5 000 hommes de la garnison, la salle des fours où il était cuit, et le système de circulation interne qui permettait de le distribuer rapidement.

### Emplacement futur
Le projet de déménager le musée vers l'ancienne Banque de France de Longwy-Bas a été relancé en 2019, avec comme objectif une inauguration du nouveau musée en 2023,.

## Collections

### Faïences et émaux
À la dispersion des collections de la société des Faïenceries et Émaux de Longwy de 1975 à 1977, la Ville de Longwy s’est portée acquéreur d’une grande partie de ce patrimoine pour créer le musée.
Le musée des Émaux et Faïences de Longwy présente les créations des plus prestigieuses des manufactures de la ville, qui s'organisent en deux grands ensembles : les faïences, produites à partir de 1798, et les émaux, apparus au début des années 1870.
Pour les premières, outre les services utilitaires qui firent la réputation de la faïencerie, se trouvent des œuvres décoratives des XIXe et XXe siècles (sculptures, majoliques, barbotines).
Les collections d'émaux cernés sur faïence témoignent de la richesse et la complexité de ce savoir-faire unique au monde. Ces œuvres montrent les liens qui unirent Longwy aux principaux courants artistiques européens, des années 1870 à nos jours, et la façon dont ce patrimoine est toujours vivant.

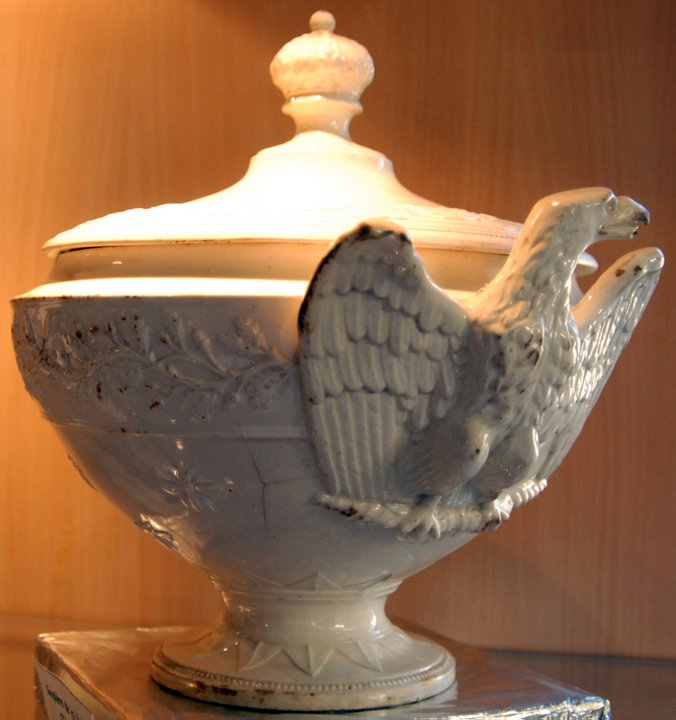
Soupière dite « de la Légion d'honneur », 1804, terre de pipe à glaçure plombifère.
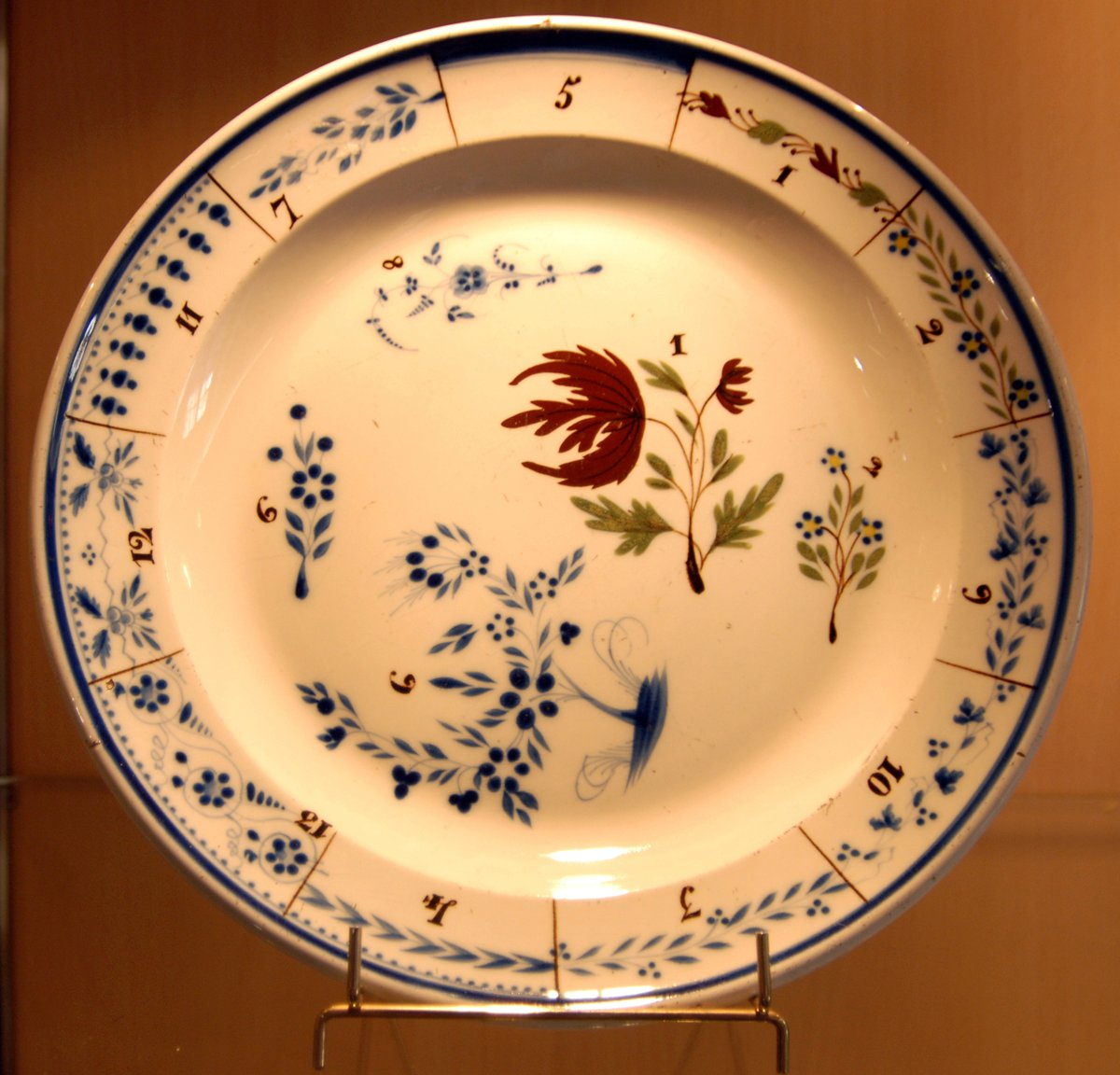
Plat d'échantillons, 1835-1866. Ce plat servait aux représentants pour montrer les différents décors que la faïencerie pouvait reproduire sur ses pièces. Les numéros indiquent les motifs de décors.

### Beaux-arts
Le musée conserve des œuvres du sculpteur Jean-Paul Aubé (Longwy, 1837 - Capbreton, 1916) et du peintre Paul-Georges Klein (Longwy, 1909 - Arles, 1994).

### Fers à repasser
Le musée abrite l'une des plus importantes collections de fers à repasser au monde.